# Фиджи на летних Олимпийских играх 1984
Фиджи принимали участие в Летних Олимпийских играх 1984 года в Лос-Анджелесе (США) в шестой раз за свою историю, но не завоевали ни одной медали. Сборную страны представляли 14 спортсменов (в том числе - 3 женщины), принимавшие участие в соревновавниях по велоспорту, дзюдо, лёгкой атлетике, парусному спорту и плаванию.

## Велоспорт
Спортсменов − 1

### Шоссейный велоспорт
Женщины
| Спортсмен   | Гонка           | Время   | Место |
| ----------- | --------------- | ------- | ----- |
| Кэтлин Рэгг | Групповая гонка | 2:25.59 | 32    |

## Дзюдо
Спортсменов — 2
| Спортсмен        | Категория | 1/32               | 1/16                       | 1/8                  | 1/4                  | 1/2                  | 1-й доп. раунд       | Утешит. четвертьфинал | Утешит. полуфинал    | За 3 место           | Финал                |                      |
| Спортсмен        | Категория | Соперник Результат | Соперник Результат         | Соперник Результат   | Соперник Результат   | Соперник Результат   | Соперник Результат   | Соперник Результат    | Соперник Результат   | Соперник Результат   | Соперник Результат   |                      |
| ---------------- | --------- | ------------------ | -------------------------- | -------------------- | -------------------- | -------------------- | -------------------- | --------------------- | -------------------- | -------------------- | -------------------- | -------------------- |
| Симионе Куруволи | До 78 кг  | -                  | Валид Мухаммед пор. иппон  | Закончил выступление | Закончил выступление | Закончил выступление | Закончил выступление | Закончил выступление  | Закончил выступление | Закончил выступление | Закончил выступление | Закончил выступление |
| Вильям Такаява   | До 95 кг  |                    | Гюнтер Нейрётер пор. иппон | Закончил выступление | Закончил выступление | Закончил выступление | Закончил выступление | Закончил выступление  | Закончил выступление | Закончил выступление | Закончил выступление | Закончил выступление |

## Лёгкая атлетика
Спортсменов — 4
Мужчины
| Спортсмен       | Вид         | Забег     | Забег | Четвертьфинал | Четвертьфинал | Полуфинал | Полуфинал | Финал          | Финал     |
| Спортсмен       | Вид         | Результат | Место | Результат     | Место         | Результат | Место     | Результат      | Место     |
| --------------- | ----------- | --------- | ----- | ------------- | ------------- | --------- | --------- | -------------- | --------- |
| Иноке Байнимоли | 100м        | 11,15     | 7     | Не прошёл     | Не прошёл     | Не прошёл | Не прошёл | Не прошёл      | Не прошёл |
| Иноке Байнимоли | 200м        | 22,16     | 6     | Не прошёл     | Не прошёл     | Не прошёл | Не прошёл | Не прошёл      | Не прошёл |
| Джо Родэн       | 400м        | 49,00     | 5     | Не прошёл     | Не прошёл     | Не прошёл | Не прошёл | Не прошёл      | Не прошёл |
| Альберт Миллер  | Десятиборье |           |       |               |               |           |           | Не финишировал | -         |

Женщины
| Спортсмен           | Вид  | Забег     | Забег | Четвертьфинал | Четвертьфинал | Полуфинал | Полуфинал | Финал     | Финал     |
| Спортсмен           | Вид  | Результат | Место | Результат     | Место         | Результат | Место     | Результат | Место     |
| ------------------- | ---- | --------- | ----- | ------------- | ------------- | --------- | --------- | --------- | --------- |
| Мириама Туйсорисори | 100м | 13,04     | 6     | Не прошла     | Не прошла     | Не прошла | Не прошла | Не прошла | Не прошла |
| Мириама Туйсорисори | 200м | 26,82     | 7     | Не прошла     | Не прошла     | Не прошла | Не прошла | Не прошла | Не прошла |

## Парусный спорт
Спортсменов — 4
| Спортсмен              | Класс          | Гонка | Гонка | Гонка | Гонка | Гонка | Гонка | Гонка | Результат | Место |
| Спортсмен              | Класс          | 1     | 2     | 3     | 4     | 5     | 6     | 7     | Результат | Место |
| ---------------------- | -------------- | ----- | ----- | ----- | ----- | ----- | ----- | ----- | --------- | ----- |
| Дэвид Эшби             | Финн           | 25    | 25    | 26    | 25    | 26    | 23    | 25    | 185       | 26    |
| Колин Филп Брюс Хьюитт | Торнадо        | 17    | 18    | dnf   | 18    | 19    | 17    | 18    | 143       | 19    |
| Энтони Филп            | Парусная доска | dqf   | 23    | 28    | 25    | pms   | 30    | 31    | 212       | 33    |

## Плавание
Спортсменов — 3
Мужчины
| Спортсмен     | Вид                       | Заплыв    | Заплыв | Финал     | Финал     |
| Спортсмен     | Вид                       | Результат | Место  | Результат | Место     |
| ------------- | ------------------------- | --------- | ------ | --------- | --------- |
| Самуэла Тупоу | 100м вольный стиль        | 55,85     | 54     | Не прошёл | Не прошёл |
| Самуэла Тупоу | 200м вольный стиль        | 2.02,22   | 46     | Не прошёл | Не прошёл |
| Самуэла Тупоу | 100м баттерфляй           | 1.07,75   | 52     | Не прошёл | Не прошёл |
| Самуэла Тупоу | 200м комплексное плавание | 2.19,79   | 34     | Не прошёл | Не прошёл |
| Уоррен Сорби  | 100м вольный стиль        | 56,75     | 57     | Не прошёл | Не прошёл |
| Уоррен Сорби  | 100м на спине             | 1.05,81   | 40     | Не прошёл | Не прошёл |
| Уоррен Сорби  | 100м баттерфляй           | 1.05,53   | 49     | Не прошёл | Не прошёл |
| Уоррен Сорби  | 200м комплексное плавание | 2.22,74   | 39     | Не прошёл | Не прошёл |

Женщины
| Спортсмен      | Вид                       | Заплыв    | Заплыв | Финал     | Финал     |
| Спортсмен      | Вид                       | Результат | Место  | Результат | Место     |
| -------------- | ------------------------- | --------- | ------ | --------- | --------- |
| Шэрон Пикеринг | 100м вольный стиль        | 1.04,25   | 43     | Не прошла | Не прошла |
| Шэрон Пикеринг | 200м вольный стиль        | 2.19,31   | 35     | Не прошла | Не прошла |
| Шэрон Пикеринг | 100м на спине             | 1.10,49   | 29     | Не прошла | Не прошла |
| Шэрон Пикеринг | 100м баттерфляй           | 1.11,49   | 34     | Не прошла | Не прошла |
| Шэрон Пикеринг | 200м комплексное плавание | 2.34,77   | 26     | Не прошла | Не прошла |